# Montezumia vechti
Montezumia vechti är en stekelart som beskrevs av Willink 1982. Montezumia vechti ingår i släktet Montezumia och familjen Eumenidae. Inga underarter finns listade i Catalogue of Life.